# زیردریایی آی-۱ (۱۹۲۴)
زیردریایی آی-۱ (۱۹۲۴) (به انگلیسی: Japanese submarine I-1 (1924)) یک زیردریایی بود که طول آن ۳۲۰ فوت (۹۸ متر) بود. این زیردریایی در سال ۱۹۲۴ ساخته شد.